# Corinne Le Gal
Catherine Marsal (Gennevilliers, 1 de juny de 1961) fou una ciclista francesa, guanyadora d'una medalla de plata als Campionat del món en contrarellotge per equips. Va combinar la carretera amb la pista.

## Palmarès en ruta
- 1988
  - 1a a la París-Bourges
- 1990
  - Vencedora d'una etapa al Tour de l'Aude
- 1991
  - Vencedora d'una etapa al Tour de la CEE

## Palmarès en pista
- 1990
  -  Campiona de França en Puntuació